# توپ‌آغاج (بیجار)
توپ‌آغاج شهری دراستان کردستان در غرب ایران است. این شهر در بخش مرکزی شهرستان بیجار قرار دارد.
چهره های تحصیلکرده و صاحب منصب این شهر : از جمله حبیب امیدزاده، ( قوه قضاییه استان )طاهر عباسعلی (بانک استان)، بهمن کاظمی (شهرستان )، رجب پور، مرتضی ذوالفقاری (دیوان تهران)، نوریان(بانک استان).... هستند .
این شهر مذهبی و دارای ایین های سنتی دیرینه همچون مراسم حسن حسین می باشد.

## جمعیت
جمعیت توپ‌آغاج بر اساس سرشماری مرکز آمار ایران در سال ۱۳۹۵ برابر با ۱٬۶۴۵ نفر در قالب ۸۳۱ خانوار بوده‌است.

## مردم
مردم توپ‌آغاج به زبان ترکی آذربایجانی سخن می‌گویند.